# Сироватський Віктор Миколайович
Віктор Миколайович Сироватський (26 травня 1941, с. Никифорівка, Донецька область — 6 лютого 2008) — український письменник.

## Життєпис
Народився 26 травня 1941 року в с. Никифорівка Донецької області. Закінчив філологічний факультет Черкаського педінституту та відділ журналістики Вищої партійної школи.
Працював літпрацівником, завідуючим відділу, відповідальним секретарем обласної газети «Молодь Черкащини», головним редактором та першим заступником генерального директора Черкаської обласної державної телерадіокомпанії. 
Писав в жанрі прози. Член Національної спілки письменників України, заслужений працівник культури України.
Помер у 6 лютого 2008 року.

## Літературна творчість
Автор книжок:
- Двоє в серпні. — 1984.
- Провесінь: повість, оповідання. — Київ: Рад. письменник, 1991. — 268 с.
- Потаємні ручаї: оповідання. — Черкаси: [Б. в.], 1998. — 176 с.
- Росинки: [мініатюри]; [передм. С. Носаня]. — Черкаси: [Б. в.], 2002. — 121 с.
- Вогонь останньої свічі. — Черкаси: [Чабаненко Ю. А.], 2006. — 250 с.
- Мелодії життя. — Черкаси: Вид. Чабаненко Ю. А., 2007. — 161 с.